# Юськасы (Моргаушский район)
Юськасы́ (чув. Йӳçкасси) — село в Моргаушском районе Чувашской Республики. Административный центр Юськасинского сельского поселения.

## География
Находится в северо-западной части Чувашии на расстоянии приблизительно 12 км на юг по прямой от районного центра села Моргауши.

## История
В 1859 году учтена как деревня с 18 дворами. В 1924 году 52 двора и 266 жителей. Николаевская деревянная церковь была построена в 1898 году, закрыта в 1936 году (не сохранилась).

## Население
Население составляло 354 человека (чуваши 98 %) в 2002 году, 379 в 2010.